# Libnotes (Libnotes) perkinsi
Libnotes (Libnotes) perkinsi is een tweevleugelige uit de familie steltmuggen (Limoniidae). De soort komt voor in het Australaziatisch gebied.